# Гонсалес, Уго
Уго Альфонсо Гонсалес Дюран (исп. Hugo Alfonso González Durán; родился 1 августа 1990 года, Сан-Луис-Потоси, Мексика) — мексиканский футболист, вратарь клуба «Масатлан» и сборной Мексики.

## Клубная карьера
Гонсалес — воспитанник клуба «Америка». 12 февраля 2012 года в матче против «Атласа» он дебютировал за команду в мексиканской Примере. В составе «Америки» Уго дважды выиграл чемпионат Мексики, а в 2015 году стал обладателем кубка чемпионов КОНКАКАФ. В 2016 году Гонсалес во второй раз подряд стал победителем Лиги чемпионов КОНКАКАФ. В начале 2017 года Уго перешёл в «Монтеррей». 22 января в матче против «Крус Асуль» он дебютировал за новую команду.
Летом 2018 года Гонсалес на правах аренды перешёл в «Некаксу». 23 июля в матче против своего бывшего клуба «Америки» он дебютировал за новую команду.

## Международная карьера
В 2018 году в товарищеском матче против сборной США Гонсалес дебютировал за сборную Мексики.

## Достижения
Командные
 «Америка»
- Чемпионат Мексики по футболу — Клаусура 2013
- Чемпионат Мексики по футболу — Апертура 2014
- Обладатель Кубка чемпионов КОНКАКАФ — 2014/2015
- Обладатель Кубка чемпионов КОНКАКАФ — 2015/2016